# Shunya Ando
Shunya Ando (安藤 駿冶 Ando Shunya?, nacido el 25 de octubre de 1991 en Aichi) es un futbolista japonés que se desempeña como defensa.

## Trayectoria

### Clubes
| Club                | País  | Año    |
| ------------------- | ----- | ------ |
| Fujieda MYFC        | Japón | 2014   |
| FC Maruyasu Okazaki | Japón | 2014 - |

## Estadística de carrera

### J. League
| Club         | Año   | J. League | J. League | Copa J. League | Copa J. League | Total | Total |
| Club         | Año   | Part.     | Goles     | Part.          | Goles          | Part. | Goles |
| ------------ | ----- | --------- | --------- | -------------- | -------------- | ----- | ----- |
| Fujieda MYFC | 2014  | 11        | 0         | -              | -              | 11    | 0     |
| Total        | Total | 11        | 0         | 0              | 0              | 11    | 0     |